# 下前祐貴
下前 祐貴（しもまえ ゆうき、1996年8月14日 - ）は、日本の俳優である。京都府京都市出身。ソニー・ミュージックアーティスツ所属。

## 出演

### テレビドラマ
- anone 第1話（2018年1月10日、日本テレビ） - 田嶋 役
- アオイウソ〜告白の放課後〜（2021年1月5日 - 3月30日、TOKYO MX） - 小野春人 役

### 映画
- TOKYO, I LOVE YOU（2023年11月10日、ナカチカピクチャーズ） - ユージン 役[2]

### テレビアニメ
- UniteUp!（2023年 - 2025年、桂ほまれ[3]） - 2シリーズ[一覧 1]

### 舞台
- 劇団 SUPER TAICHIMON ver. 3.5『どりーむぼっくす』（2024年12月14日・15日、アトリエファンファーレ高円寺）-レオ　役
- 浅草怪談屋敷 Vol.2『友人に誘われて…』（2025年1月11日・12日、浅草花劇場）[4]
- 100点un・チョイス！10周年記念公演第3弾『あの日々に最高の花束を』（2025年1月22～28日、赤坂RED/THEATER）-Bチーム　大隆俊哉　役
- 101旗揚げ公演『本気で嘘を愛した本気な人たち』（2025年5月14～21日、劇場MOMO）-Cチーム 設楽慎二　役
- 劇団SUPER TAICHIMONver.4 『すとれーとごー』（2025年6月18日～22日、上野ストアハウス）-コイズミ　役
- 舞台“STRAYDOG”Produce『夕凪の街 桜の国』（東京公演　2025年7月17日～21日-Aチーム、シアターグリーン/広島公演　2025年8月2日・3日、広島県民文化センター）-若い旭　役
- 100点un・チョイス！『＃これで恋ができるなら』（2025年8月16～20日、赤坂RED/THEATER）- 枝沼要　役

### シリーズ一覧
1. ↑  第1期（2023年）、第2期『-Uni:Birth-』（2025年）